# Gaucho à bec noir
Agriornis montanus
Espèce
Synonymes
- Pepoaza Montana[1]
- Agriornis montana[2]

Statut de conservation UICN

 LC  : Préoccupation mineure
Le Gaucho à bec noir (Agriornis montanus) est une espèce de passereau placée dans la famille des Tyrannidae.

## Sous-espèces
Cet oiseau est représenté par 6 sous-espèces :
- Agriornis montanus montanus (d'Orbigny & Lafresnaye, 1837) : Andes de l'Est et du Sud de la Bolivie et du Nord-Ouest de l'Argentine (au Sud de la province de La Rioja) ;
- Agriornis montanus fumosus Nores & Yzurieta, 1983 : centre de l'Argentine (sierras de Córdoba) ;
- Agriornis montanus solitarius Sclater, PL, 1859 : Andes de Colombie et d'Équateur ;
- Agriornis montanus insolens Sclater, PL & Salvin, 1869 : Andes du Pérou ;
- Agriornis montanus intermedius Hellmayr, 1927 : Andes, de l'Ouest de la Bolivie (départements de La Paz et d'Oruro) au Nord du Chili (région de Tarapacá) ;
- Agriornis montanus maritimus (d'Orbigny & Lafresnaye, 1837) : centre et centre septentrional du Chili, centre occidental et centre de l'Argentine (Sud de la province de Buenos Aires et plateau de Somuncará). Cette sous-espèce inclut Agriornis montanus leucorus[1],[3].

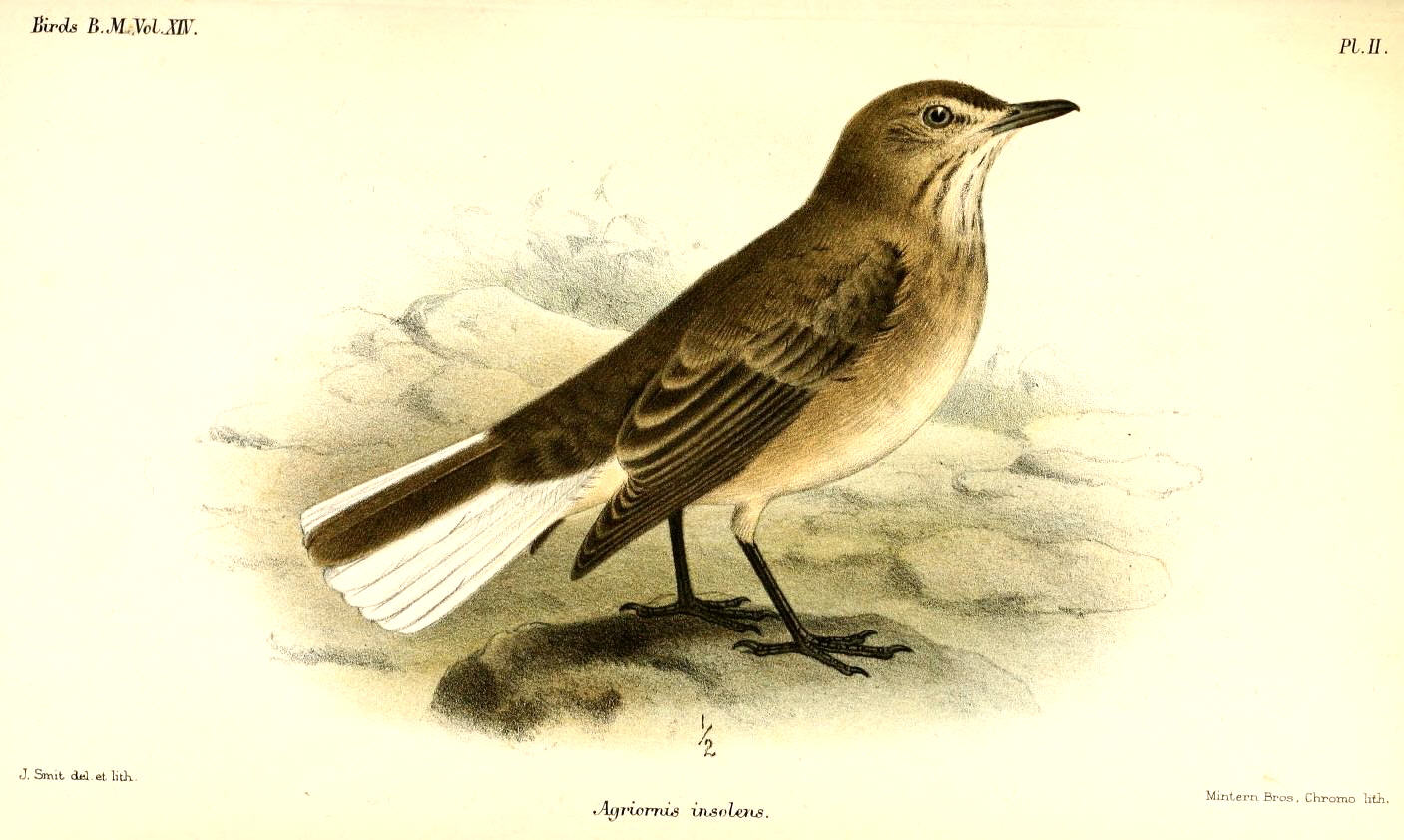
Agriornis montanus insolens, par Joseph Smit (1888)
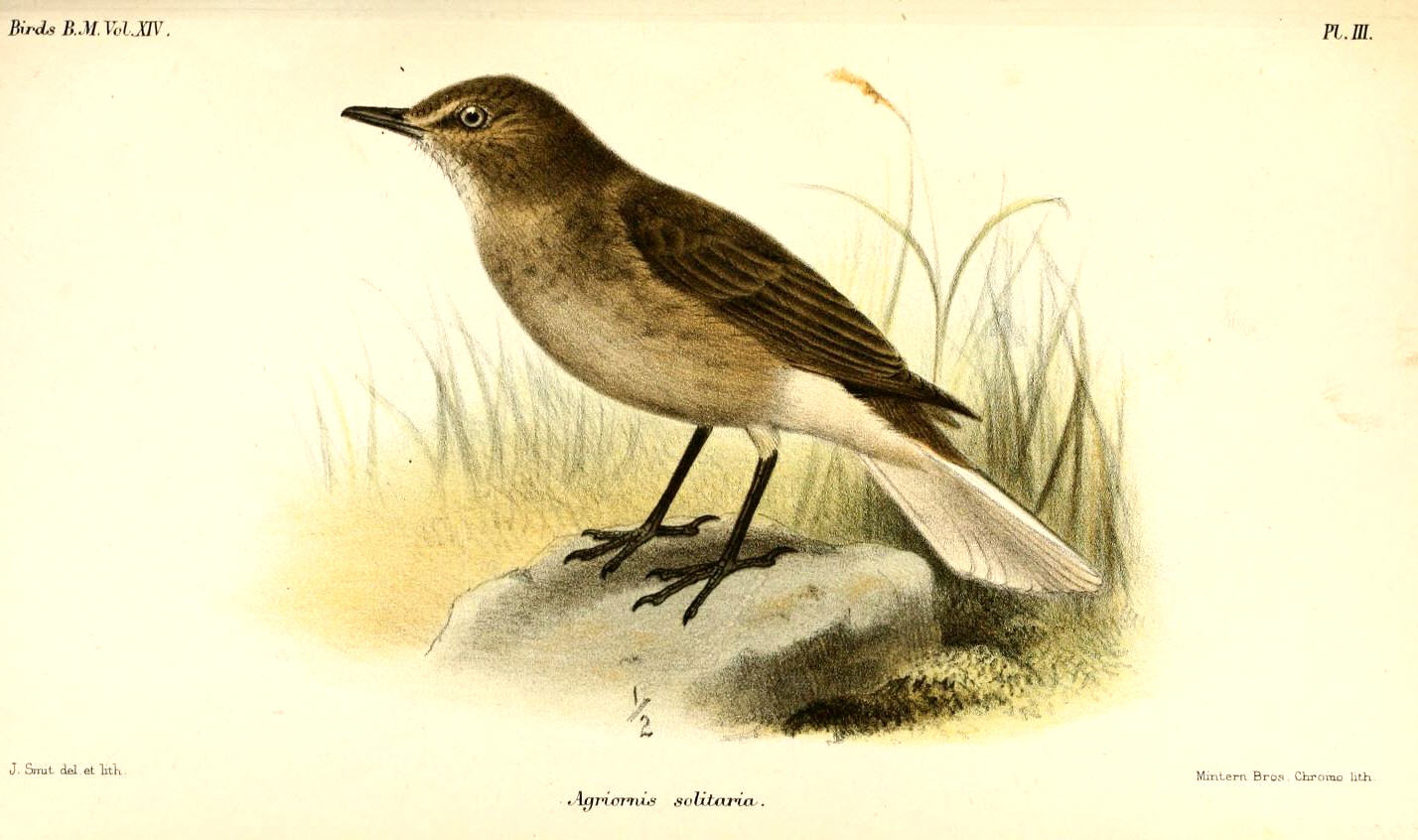
Agriornis montanus solitarius, par Joseph Smit (1888)